# مدرسه هنر کاوناس
مدرسه هنر کاوناس (لیتوانیایی: Kauno meno mokykla) یک مدرسه هنر همگانی در شهر کاوناس در لیتوانی بود که از سال ۱۹۲۲ تا ۱۹۴۰ فعالیت می‌کرد. در آن زمان، این مکان تنها مدرسه هنر مشغول فعالیت در لیتوانی بود.